# Trigonophora empyrea
Trigonophora empyrea är en fjärilsart som beskrevs av Jacob Hübner 1827. Trigonophora empyrea ingår i släktet Trigonophora och familjen nattflyn. Inga underarter finns listade i Catalogue of Life.